# نیدروورشنیتس
نیدروورشنیتس (به آلمانی: Niederwürschnitz) یک شهر در آلمان است که در ارتسگبیرگسکرایس واقع شده‌است. نیدروورشنیتس ۲٬۹۶۸ نفر جمعیت دارد.